# قسم شميل الريفي (مقاطعة بندر عباس)
قسم شمیل الريفي (بالفارسية: دهستان شمیل) هي منطقة ريفية تقع في إيران في ناحية شمیل.
مراجع
 يقدر عدد سكانها بـ 22,280 نسمة .
منطقه بوشتکوه شمیل
یقع فی هذه الناحیه